# Jianchuan
Jianchuan léase Chián-Chuán (en chino:剑川县, pinyin:Jiànchuān xiàn) es un condado bajo la administración directa de la prefectura autónoma de Dali. Se ubica al norte de la provincia de Yunnan, sur de la República Popular China. Su área es de 2318 km² y su población total para 2010 fue de más de 100 mil habitantes.

## Administración
El condado Jianchuan se divide en 8 pueblos que se administran en 5 poblados y 3 villas. 